# Periploca
- Commons
- Wikispecies

Periploca L. é um género botânico pertencente à família Apocynaceae.

## Sinonímia
| - Aploca Neck. ex Kuntze - Campelepis Falc. - Cyprinia Browicz | - Parquetina Baill. - Socotora Balf.f. |

## Espécies
- Periploca acuminata
- Periploca africana
- Periploca afzelli
- Periploca albicans
- Periploca alboflavescens
- Periploca angustifolia
- Periploca graeca
- Lista completa

## Classificação do gênero
| Sistema | Classificação                    | Referência               |
| ------- | -------------------------------- | ------------------------ |
| Linné   | Classe Pentandria, ordem Digynia | Species plantarum (1753) |